# 吉林省滑冰館
吉林省滑冰館是2007年冬亞運的比賽場館之一，早於20世紀的70年代建成，在2005年時進行過修復工程，設2664個觀眾席，建築面積1.3平方米。
在2007年冬季亞洲運動會時，滑冰館會進行冰球項目中所有的女子初賽至決賽的賽事。